# Macaranga henryi
Macaranga henryi là một loài thực vật có hoa trong họ Đại kích. Loài này được (Pax & K.Hoffm.) Rehder mô tả khoa học đầu tiên năm 1936.